# Кабрана (Сасари)
Кабрана је насеље у Италији у округу Сасари, региону Сардинија.
Према процени из 2011. у насељу је живело 34 становника. Насеље се налази на надморској висини од 402 м.